# 光荣日
《光荣日》是中国作家韩寒所著的一部长篇小说。《光荣日》讲述了七个大学毕业生的事。躁动的他们模仿“竹林七贤”到一个县城支教。在那里，他们盖房种菜、研究枪支炸药，遇到了精神病歌手、三陪女等同样“不正常”的人，发生了“不正常”的事。该书将韩寒一贯的冷幽默写作风格发挥到极致。《光荣日》以首印71万册，版税高达280万元刷新了作家作品首次印刷和版税纪录。2013年，《光荣日》被改编成话剧。